# David Marín
David Marín Ortega (Madrid, 1º febbraio 1971) è un allenatore di calcio a 5 ed ex giocatore di calcio a 5 spagnolo.

## Biografia
Laureato nel 1998 in educazione fisica al CES Don Bosco, parla correttamente spagnolo, inglese e italiano.

## Carriera

### Giocatore
Dal 1997 al 2003 gioca nell'Inter Fútbol Sala, dove conquista 2 campionati, una Coppa e 2 Supercoppe. Ha disputato 15 incontri con la Nazionale maschile di calcio a 5 della Spagna mettendo a segno 8 reti.

### Allenatore
Appesi gli scarpini al chiodo, nel 2005 inizia la carriera di tecnico al Cartagena (ultima squadra in cui aveva militato come giocatore).  Prima da vice di Tino Pérez poi da capo allenatore dal 2007 al 2009.
Nella stagione 2009-2010, alla guida del Talavera conquista la promozione in Primera División; l'annata successiva è chiamato a sostituire Jesús Candelas sulla panchina dell'Inter Fútbol Sala; al primo anno con i madrileni vince la Coppa Intercontinentale , all'inizio della stagione successiva conquista anche la Supercoppa, ma l'11 ottobre è esonerato e sostituito da Chema Jiménez. A fine 2011 torna a Cartagena dove rimane fino a fine stagione.
Dal 2013 al 2016 è in Kuwait all'Al Yarmouk dove allena per 2 stagioni, intervallate da una alla guida della Dinamo Mosca, con cui conquista una Coppa di Russia.
Nel 2016 diventa il nuovo allenatore della Luparense , con la quale vince lo scudetto al primo anno battendo in finale il Pescara. La stagione successiva conquista la Supercoppa italiana. Ai Futsal Awards del 2017 è eletto terzo miglior allenatore al mondo, alle spalle di Jesús Velasco e Cacau. Nel 2018 vince la prima edizione della Panchina d'oro riservata agli allenatori di calcio a 5 maschile, riferita alla stagione 2016-2017.
A fine stagione, dopo la chiusura della sezione calcettistica della Luparense, viene nominato allenatore del Napoli. Anche quest'esperienza si chiuderà con la non iscrizione della squadra, un anno dopo.
Dopo un biennale ritorno in terra natìa, il 30 giugno 2022 viene annunciato alla guida del Napoli, tornando così nel capoluogo partenopeo dopo tre anni.

## Palmarès

### Giocatore

#### Competizioni nazionali
- Campionato spagnolo: 3

CLM Talavera: 1996-97
Inter: 2001-02, 2002-03
- Coppa di Spagna: 1

Inter: 2000-01
- Supercoppa di Spagna: 2

Inter: 2001, 2002

### Allenatore

#### Competizioni nazionali
- Campionato italiano: 1

Luparense: 2016-17
- Coppa di Russia: 1

Dinamo Mosca: 2014-15
- Supercoppa di Spagna: 1

Inter: 2011
- Supercoppa italiana: 1

Luparense: 2017

#### Competizioni internazionali
- Coppa Intercontinentale: 1

Inter: 2011

### Individuale
- Panchina d'oro: 1

2016-17